# Estación de Achères-Ville
La estación de Achères-Ville es una estación ferroviaria francesa situada en el municipio de Achères, en el departamento de Yvelines en la región Isla de Francia.

## Servicio de viajeros

### Servicio de trenes
Por la estación pasan los trenes de la línea A que recorren el ramal A3 y los trenes de la línea L del transilien.
En 2008, la estación recibía 5 630 viajeros cada día laborable.
En 2025, la estación será la cabecera de la línea 13 Express del Tranvía de París.

## Galería de fotografías

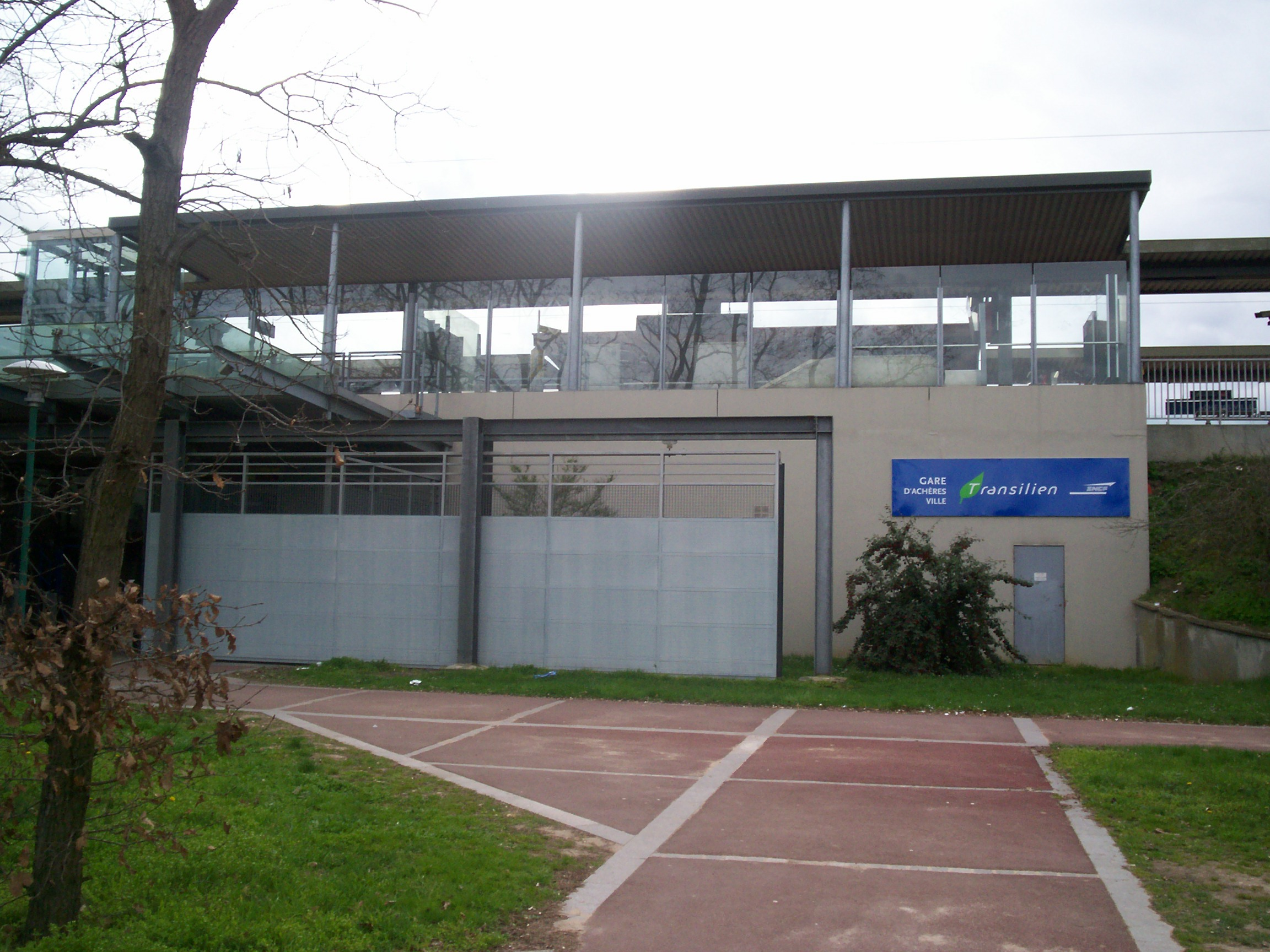
Acceso a la estación.
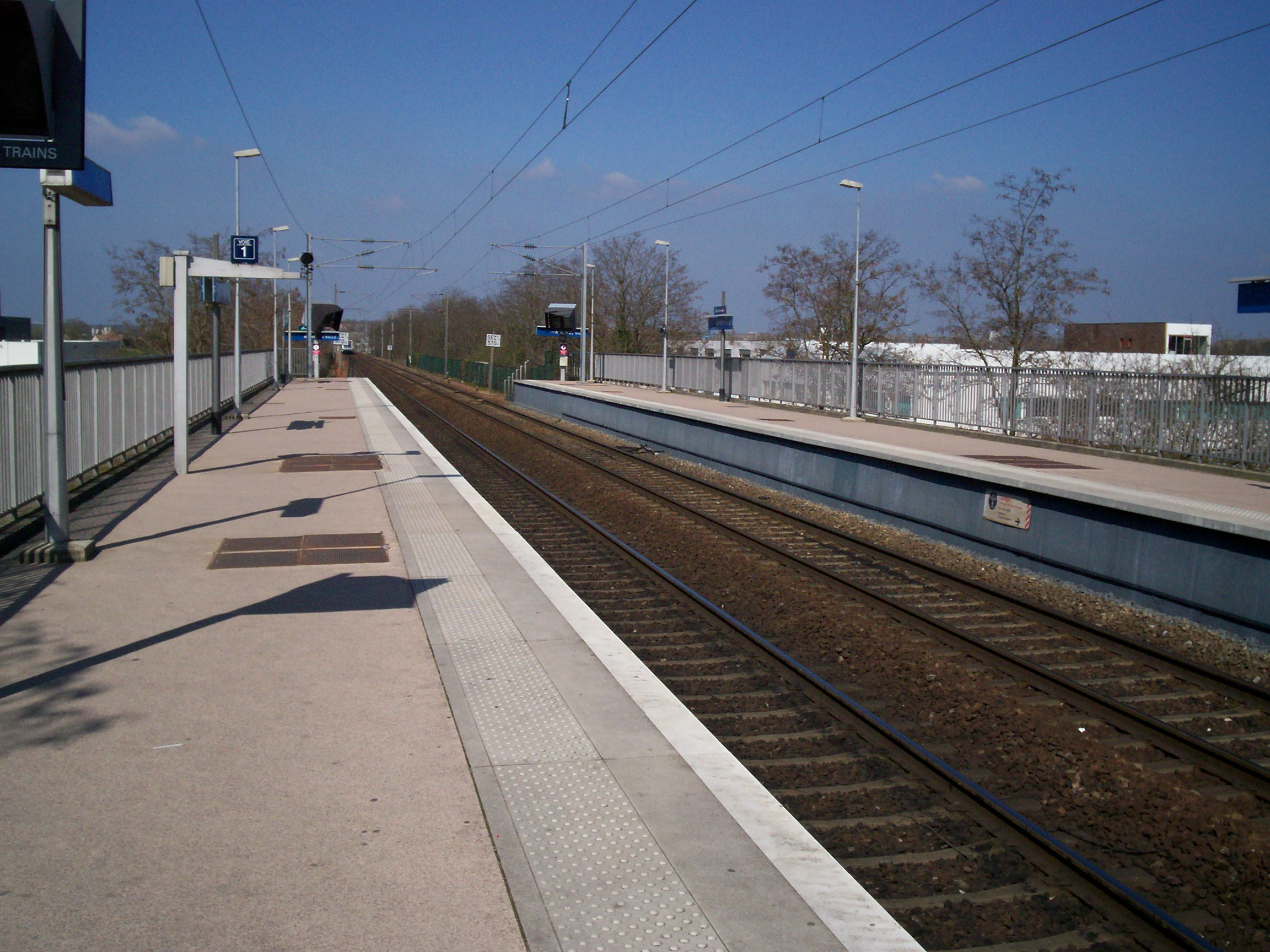
Andenes de la estación.
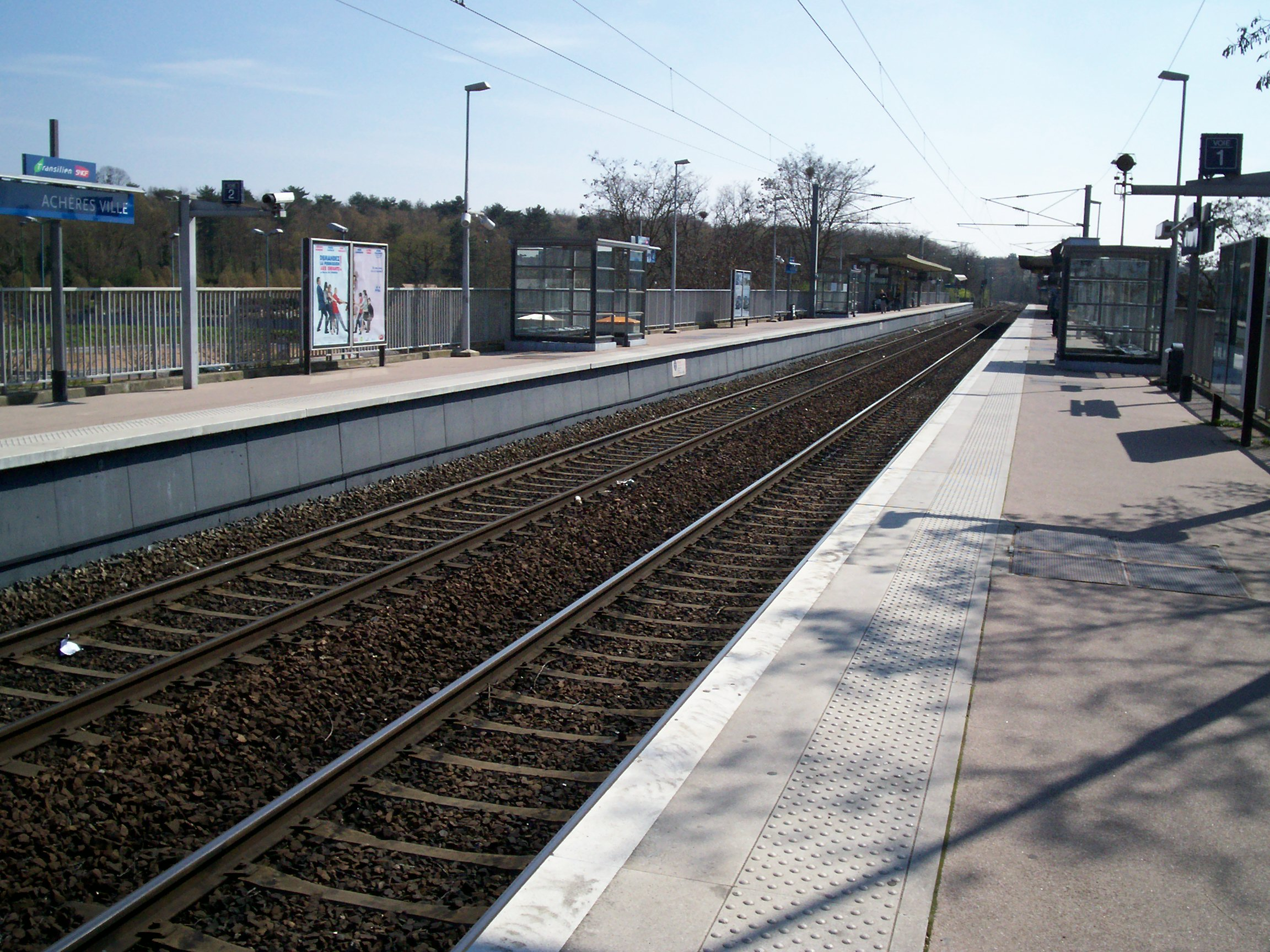
Andenes de la estación.
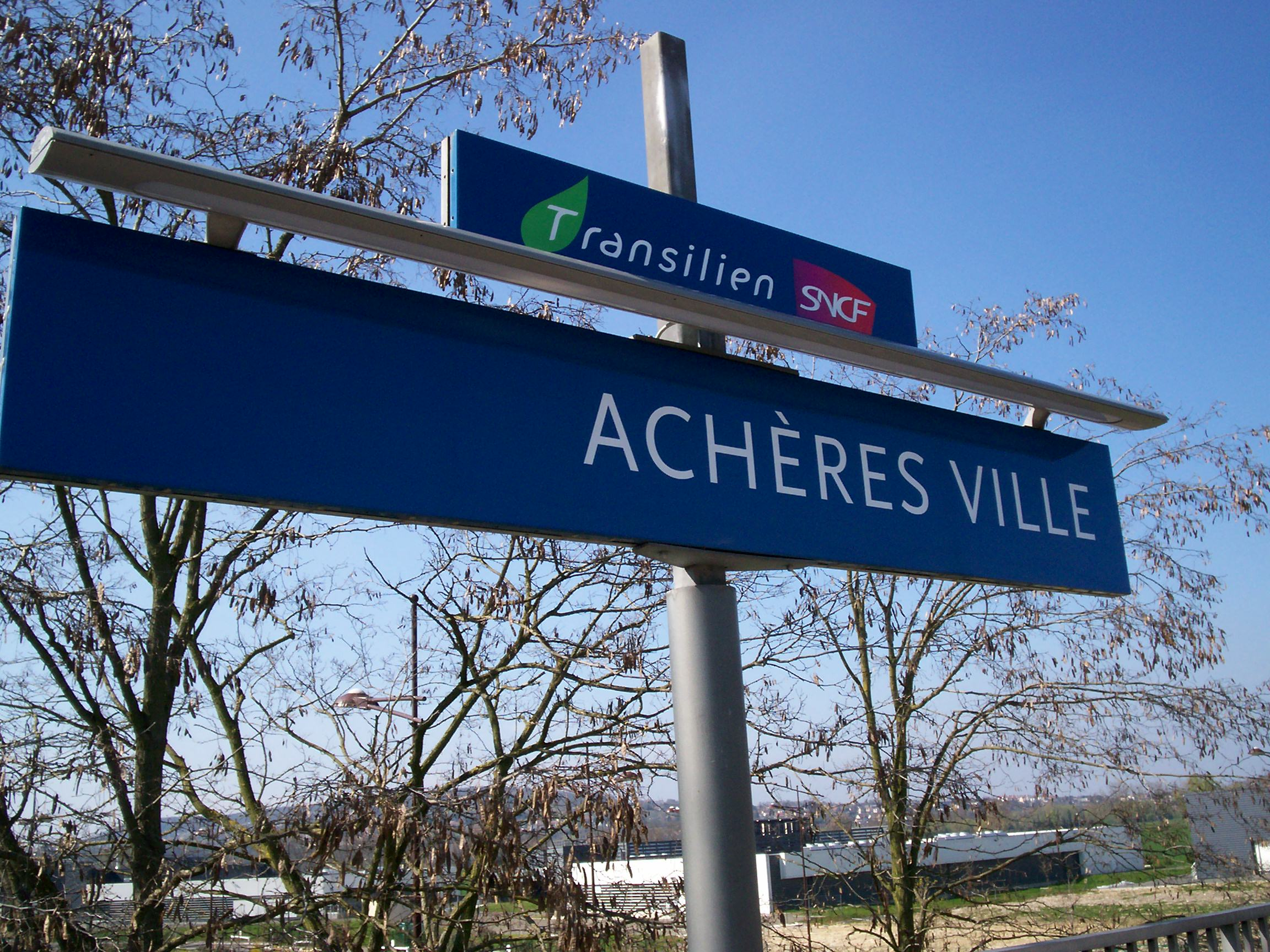
Cartel signalétique.